# Allan Lawrence
Allan Cleave Evan Lawrence (Punchbowl, 9 luglio 1930 – Houston, 15 maggio 2017) è stato un mezzofondista e maratoneta australiano.

## Palmarès
| Anno | Manifestazione  | Sede      | Evento        | Risultato | Prestazione | Note |
| ---- | --------------- | --------- | ------------- | --------- | ----------- | ---- |
| 1956 | Giochi olimpici | Melbourne | 10000 m piani | Bronzo    | 28'53"6     |      |

## Campionati nazionali
1952
- 5º ai campionati australiani, 3 miglia - 15'42"6
- Bronzo ai campionati australiani, 6 miglia - 31'12"4

1953
- 4º ai campionati australiani, 3 miglia - 14'38"2
- Argento ai campionati australiani, 6 miglia - 31'12"4
- Bronzo ai campionati australiani di maratona - 2h26'43"

1954
- Argento ai campionati australiani, 3 miglia - 14'16"4
- Oro ai campionati australiani, 6 miglia - 29'38"4

1956
- Oro ai campionati australiani, 6 miglia - 29'05"2